# Kabinett Ramelow II
Das Kabinett Ramelow II bildete vom 4. März 2020 bis zum 12. Dezember 2024 die Landesregierung des Freistaates Thüringen. Das Bündnis der drei Parteien Die Linke, SPD und Bündnis 90/Die Grünen war die zweite rot-rot-grüne Koalition in Thüringen und die erste Minderheitsregierung des Landes. Die Regierung wurde nach der Wahl zum 7. Thüringer Landtag vom 27. Oktober 2019 sowie der anschließenden Regierungskrise in Thüringen 2020 gebildet und löste den nur einen Monat amtierenden, mit Unterstützung von AfD und CDU gewählten Ministerpräsidenten Thomas Kemmerich (FDP) ab. Zusammen verfügten die drei Parteien des Regierungslagers über keine eigene Mehrheit im Thüringer Landtag, sondern lediglich über 42 Stimmen gegenüber 48 Stimmen der Opposition aus AfD, CDU und FDP. Mit der CDU schlossen die Regierungsparteien jedoch einen „Stabilitätspakt“ mit punktueller Zusammenarbeit in Sachfragen „zum Wohle Thüringens“. Zudem einigten sich Linke, SPD, Grüne und CDU darauf, für den 25. April 2021 Neuwahlen anzustreben, die jedoch nicht beschlossen wurden.
Bodo Ramelow (Die Linke) wurde am 4. März 2020 im Landtag im dritten Wahlgang mit 42 Ja-Stimmen gegen 23 Nein-Stimmen bei 20 Enthaltungen zum Thüringer Ministerpräsidenten gewählt. Die CDU-Fraktion hatte angekündigt, sich der Stimme zu enthalten; die AfD stimmte gegen Ramelow. Die FDP-Fraktion nahm an der Wahl nicht teil, blieb aber entgegen ihrer früheren Ankündigung im Plenarsaal.
Ramelow war zuvor in zwei Wahlgängen an der nötigen absoluten Mehrheit gescheitert – wie auch sein Kontrahent, der Thüringer AfD-Landespartei- und Fraktionschef Björn Höcke. Dieser war zum dritten Wahlgang nicht mehr angetreten. In den beiden ersten Durchgängen hatte Höcke jeweils 22 Stimmen erhalten, für Ramelow stimmten beide Male 42 Abgeordnete. 21 Abgeordnete enthielten sich. Am 23. Juli 2021 überstand Ramelow ein konstruktives Misstrauensvotum, mit welchem die AfD-Fraktion ihren Fraktionschef Björn Höcke für das Amt des Ministerpräsidenten vorgeschlagen hatte. 
Ende August 2021 löste der Landesvorsitzende der SPD, Georg Maier, Wolfgang Tiefensee im Amt des stellvertretenden Ministerpräsidenten ab. Anfang September 2021 übernahm die bisherige Staatssekretärin Susanna Karawanskij die Führung des Ministeriums für Infrastruktur und Landwirtschaft, das bis dahin geschäftsführend von Benjamin-Immanuel Hoff geleitet wurde.
Im Dezember 2022 kündigte die Ministerin für Umwelt, Energie und Naturschutz und zweite stellvertretende Ministerpräsidentin Anja Siegesmund an, Ende Januar 2023 von ihrem Amt zurückzutreten. Im Zuge der Neubesetzung des Umweltministeriums entschied die Landesspitze von Bündnis 90/Die Grünen, auch die Leitung des Thüringer Ministeriums für Migration, Justiz und Verbraucherschutz neu zu besetzen. Am 9. Januar 2023 entließ Ministerpräsident Bodo Ramelow Justizminister Dirk Adams und beauftragte Anja Siegesmund mit der Wahrnehmung der Geschäfte des Ministeriums für Migration, Justiz und Verbraucherschutz. Als Nachfolger wurden am 1. Februar 2023 Bernhard Stengele als neuer Minister für Umwelt, Energie und Naturschutz und zweiter Stellvertreter des Ministerpräsidenten und Doreen Denstädt als neue Ministerin für Migration, Justiz und Verbraucherschutz im Landtag vereidigt.
Ab der ersten Sitzung des 8. Landtages am 26. September 2024 war das Kabinett geschäftsführend im Amt.

## Abstimmung im Thüringer Landtag
| Wahlgang                                                                      | Kandidat          | Kandidat             | Stimmenzahl | Stimmenzahl | Anteil (abgegebene Stimmen) | Unterstützer | Unterstützer | Unterstützer | Unterstützer      |
| ----------------------------------------------------------------------------- | ----------------- | -------------------- | ----------- | ----------- | --------------------------- | ------------ | ------------ | ------------ | ----------------- |
| 1. Wahlgang                                                                   |                   | Bodo Ramelow (Linke) | 42          | 42          | 46,7 %                      |              |              |              | Linke, SPD, Grüne |
| 1. Wahlgang                                                                   |                   | Björn Höcke (AfD)    | 22          | 22          | 24,4 %                      |              |              |              | AfD               |
| 1. Wahlgang                                                                   |                   | Enthaltungen         | 21          | 21          | 23,3 %                      |              |              |              |                   |
| 1. Wahlgang                                                                   | Ungültige Stimmen | 0                    | 0           | 0,0 %       |                             |              |              |              |                   |
| 1. Wahlgang                                                                   | Nichtteilnahme    | 5                    | 5           | 5,6 %       |                             |              |              |              |                   |
| 2. Wahlgang                                                                   |                   | Bodo Ramelow (Linke) | 42          | 42          | 46,7 %                      |              |              |              | Linke, SPD, Grüne |
| 2. Wahlgang                                                                   |                   | Björn Höcke (AfD)    | 22          | 22          | 24,4 %                      |              |              |              | AfD               |
| 2. Wahlgang                                                                   |                   | Enthaltungen         | 21          | 21          | 23,3 %                      |              |              |              |                   |
| 2. Wahlgang                                                                   | Ungültige Stimmen | 0                    | 0           | 0,0 %       |                             |              |              |              |                   |
| 2. Wahlgang                                                                   | Nichtteilnahme    | 5                    | 5           | 5,6 %       |                             |              |              |              |                   |
| Wahlgang                                                                      | Kandidat          | Kandidat             | Stimmen     | Stimmenzahl | Anteil (abgegebene Stimmen) | Unterstützer | Unterstützer | Unterstützer | Unterstützer      |
| 3. Wahlgang                                                                   |                   | Bodo Ramelow (Linke) | Ja-Stimmen  | 42          | 46,7 %                      |              |              |              | Linke, SPD, Grüne |
| 3. Wahlgang                                                                   | Nein-Stimmen      | Bodo Ramelow (Linke) | 23          | 25,6 %      |                             |              |              |              | Linke, SPD, Grüne |
| 3. Wahlgang                                                                   | Enthaltungen      | Bodo Ramelow (Linke) | 20          | 22,2 %      |                             |              |              |              | Linke, SPD, Grüne |
| 3. Wahlgang                                                                   | Ungültige Stimmen | Bodo Ramelow (Linke) | 0           | 0,0 %       |                             |              |              |              | Linke, SPD, Grüne |
| 3. Wahlgang                                                                   | Nichtteilnahme    | Bodo Ramelow (Linke) | 5           | 5,6 %       |                             |              |              |              | Linke, SPD, Grüne |
| Damit war Bodo Ramelow wieder zum Thüringer Ministerpräsident gewählt worden. |                   |                      |             |             |                             |              |              |              |                   |

| Wahlgang                                                                    | Kandidat          | Kandidat          | Stimmen    | Stimmenzahl | Anteil (abgegebene Stimmen) | Unterstützer | Unterstützer |
| --------------------------------------------------------------------------- | ----------------- | ----------------- | ---------- | ----------- | --------------------------- | ------------ | ------------ |
| Konstruktives Misstrauensvotum                                              |                   | Björn Höcke (AfD) | Ja-Stimmen | 22          | 24,4 %                      |              | AfD          |
| Konstruktives Misstrauensvotum                                              | Nein-Stimmen      | Björn Höcke (AfD) | 46         | 51,1 %      |                             |              | AfD          |
| Konstruktives Misstrauensvotum                                              | Enthaltungen      | Björn Höcke (AfD) | 0          | 0,0 %       |                             |              | AfD          |
| Konstruktives Misstrauensvotum                                              | Ungültige Stimmen | Björn Höcke (AfD) | 0          | 0,0 %       |                             |              | AfD          |
| Konstruktives Misstrauensvotum                                              | Nichtteilnahme    | Björn Höcke (AfD) | 22         | 24,4 %      |                             |              | AfD          |
| Björn Höcke nicht gewählt, Bodo Ramelow bleibt Thüringer Ministerpräsident. |                   |                   |            |             |                             |              |              |

## Mitglieder der Landesregierung
| Amt                                                                                                   | Bild                                                                                       | Name                                                                                         | Partei | Partei                |
| --- | ------------------------------------------------------------------------------------------ | -------------------------------------------------------------------------------------------- | ------ | --------------------- |
| Ministerpräsident                                                                                     |                                                                                            | Bodo Ramelow                                                                                 |        | Die Linke             |
| Stellvertreter des Ministerpräsidenten                                                                |                                                                                            | Wolfgang Tiefensee (bis 31. August 2021)                                                     |        | SPD                   |
| Stellvertreter des Ministerpräsidenten                                                                | Georg Maier (ab 31. August 2021)                                                           |                                                                                              |        | SPD                   |
| Zweite(r) Stellvertreter(in) des Ministerpräsidenten Minister(in) für Umwelt, Energie und Naturschutz |                                                                                            | Anja Siegesmund (bis 31. Januar 2023)                                                        |        | Bündnis 90/Die Grünen |
| Zweite(r) Stellvertreter(in) des Ministerpräsidenten Minister(in) für Umwelt, Energie und Naturschutz | Bernhard Stengele (ab 1. Februar 2023)                                                     |                                                                                              |        | Bündnis 90/Die Grünen |
| Minister für Wirtschaft, Wissenschaft und Digitale Gesellschaft                                       |                                                                                            | Wolfgang Tiefensee                                                                           |        | SPD                   |
| Minister für Inneres und Kommunales                                                                   |                                                                                            | Georg Maier                                                                                  |        | SPD                   |
| Chef der Staatskanzlei und Minister für Kultur, Bundes- und Europaangelegenheiten                     |                                                                                            | Benjamin-Immanuel Hoff                                                                       |        | Die Linke             |
| Finanzministerin                                                                                      |                                                                                            | Heike Taubert                                                                                |        | SPD                   |
| Minister(in) für Migration, Justiz und Verbraucherschutz                                              |                                                                                            | Dirk Adams (bis 9. Januar 2023)                                                              |        | Bündnis 90/Die Grünen |
| Minister(in) für Migration, Justiz und Verbraucherschutz                                              | Anja Siegesmund (vom 9. bis 31. Januar 2023; mit der Wahrnehmung der Geschäfte beauftragt) |                                                                                              |        | Bündnis 90/Die Grünen |
| Minister(in) für Migration, Justiz und Verbraucherschutz                                              | Doreen Denstädt (ab 1. Februar 2023)                                                       |                                                                                              |        | Bündnis 90/Die Grünen |
| Minister(in) für Infrastruktur und Landwirtschaft                                                     |                                                                                            | Benjamin-Immanuel Hoff (bis 9. September 2021; mit der Wahrnehmung der Geschäfte beauftragt) |        | Die Linke             |
| Minister(in) für Infrastruktur und Landwirtschaft                                                     | Susanna Karawanskij (ab 9. September 2021)                                                 |                                                                                              |        | Die Linke             |
| Ministerin für Arbeit, Soziales, Gesundheit, Frauen und Familie                                       |                                                                                            | Heike Werner                                                                                 |        | Die Linke             |
| Minister für Bildung, Jugend und Sport                                                                |                                                                                            | Helmut Holter                                                                                |        | Die Linke             |

## Thüringer Ministerien und Staatssekretäre
Die Staatssekretäre sind die obersten Beamten des Freistaates Thüringen. Sie fungieren als Amtschefs der Ministerien, leiten einzelne Geschäftsbereiche oder übernehmen Sonderaufgaben.
| Staatskanzlei und Ministerien                                                | Staatssekretär |
| ---------------------------------------------------------------------------- | --- |
| Thüringer Staatskanzlei                                                      | Malte Krückels Medien und Europa; Bevollmächtigter des Freistaats Thüringen beim Bund Tina Beer Kultur |
| Thüringer Ministerium für Inneres und Kommunales                             | Udo Götze Inneres Katharina Schenk (bis 13. September 2024) Kommunales |
| Thüringer Ministerium für Bildung, Jugend und Sport                          | Julia Heesen (bis 15. Dezember 2021) Winfried Speitkamp (ab 22. Februar 2022) |
| Thüringer Ministerium für Migration, Justiz und Verbraucherschutz            | Sebastian von Ammon (bis 31. Januar 2023) Meike Herz (ab 1. Februar 2023) |
| Thüringer Finanzministerium                                                  | Hartmut Schubert |
| Thüringer Ministerium für Wirtschaft, Wissenschaft und Digitale Gesellschaft | Carsten Feller Amtschef; Wissenschaft und Hochschulen, ab Oktober 2021 auch Wirtschaft Valentina Kerst (bis 30. September 2021) Wirtschaft und Digitale Gesellschaft Katja Böhler (ab Dezember 2021) Forschung, Innovation und Wirtschaftsförderung |
| Thüringer Ministerium für Arbeit, Soziales, Gesundheit, Frauen und Familie   | Ines Feierabend |
| Thüringer Ministerium für Umwelt, Energie und Naturschutz                    | Olaf Möller (bis 30. April 2022) Burkhard Vogel (ab 1. Mai 2022) |
| Thüringer Ministerium für Infrastruktur und Landwirtschaft                   | Susanna Karawanskij (bis 9. September 2021) Barbara Schönig (14. Dezember 2021 bis 30. Juni 2024) Torsten Weil |